# Ozero Vilija
Ozero Vilija (ryska: Озеро Вилия) är en sjö i Belarus.   Den ligger i voblasten Homels voblast, i den östra delen av landet, 250 km öster om huvudstaden Minsk. Ozero Vilija ligger 120 meter över havet.
Omgivningarna runt Ozero Vilija är en mosaik av jordbruksmark och naturlig växtlighet. Runt Ozero Vilija är det glesbefolkat, med 12 invånare per kvadratkilometer.